# Виноделие в Чехии

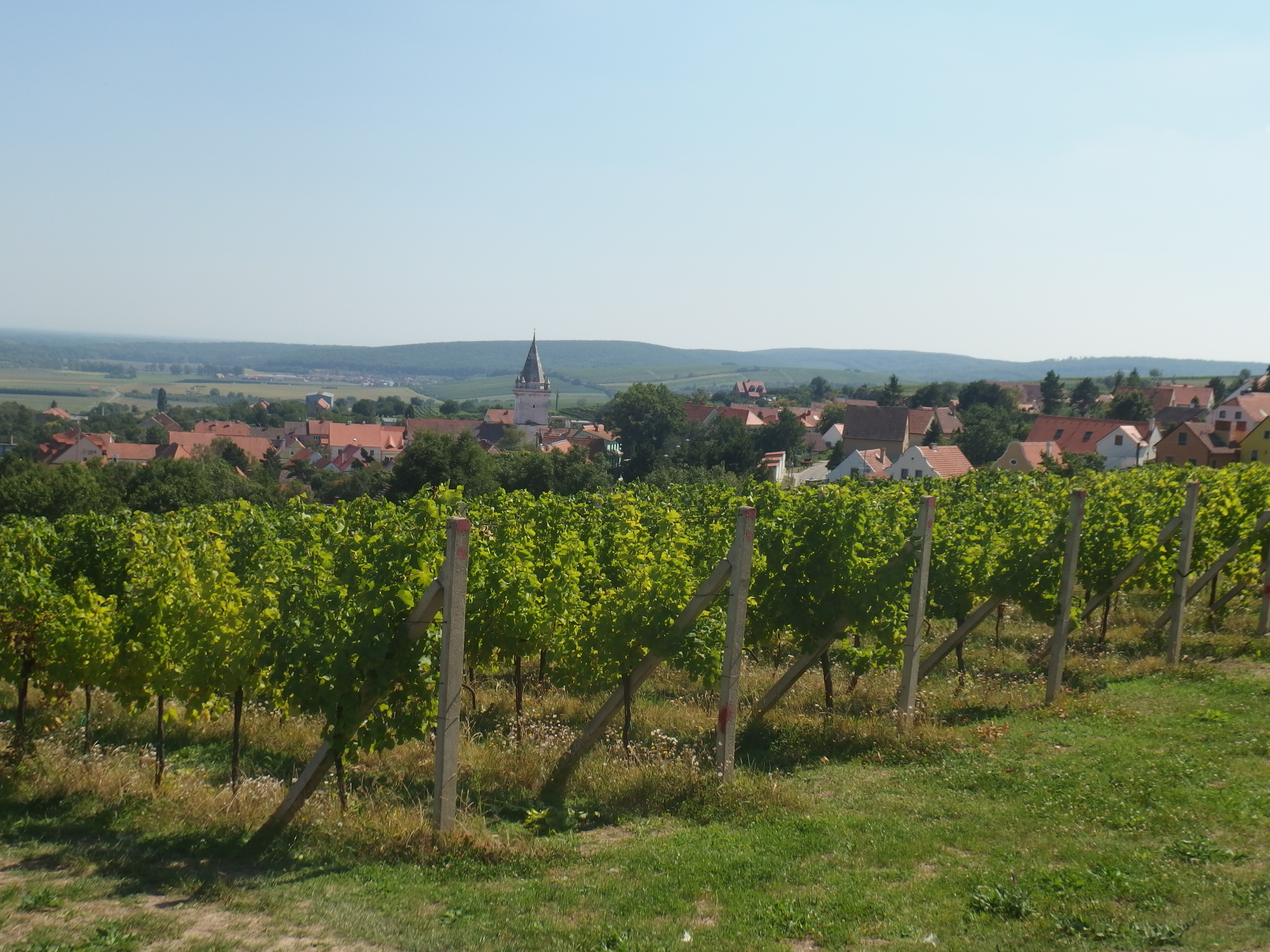
Виноградники в южноморавском Павлове

На конец XIX века, более 96 % чешских виноградников были расположены в Южной Моравии, небольшая часть находилась в Богемии. Поэтому чешское вино обычно называется моравским.

## Богемия
Виноделие Богемии имеет многовековую историю. Ещё в XIV веке император Священной Римской империи Карл IV приказал посадить в этих землях бургундскую лозу и покровительствовал местным виноделам всевозможными льготами.
В конце XIX — начале XX века бо́льшая часть виноградников располагалась в долине реки Эльбы, откуда получали лучшие сорта богемских вин: Мельник (красное бургундское, из окрестностей города Мельник) и Черносек (видимо, производившийся неподалёку от современных Мали- или Вельки-Зерносеков), а также Берковиц, красный и белый. Эти вина не пережили XX век и более не производятся.
Согласно «ЭСБЕ», самый лучший сорт богемского красного вина продавался под названием Либин. Хорошие игристые вина получали из Лобозицкого винограда, собранного в  современном Ловосице. 
Согласно «ЭСБЕ», богемские вина, как правило, были очень крепки, видимо, по сравнению с винами XIX века. На начало XX века, из-за того, что спрос превышал предложение, эти вина почти не экспортировались, а использовались большей частью для внутренних нужд.

## Сорта

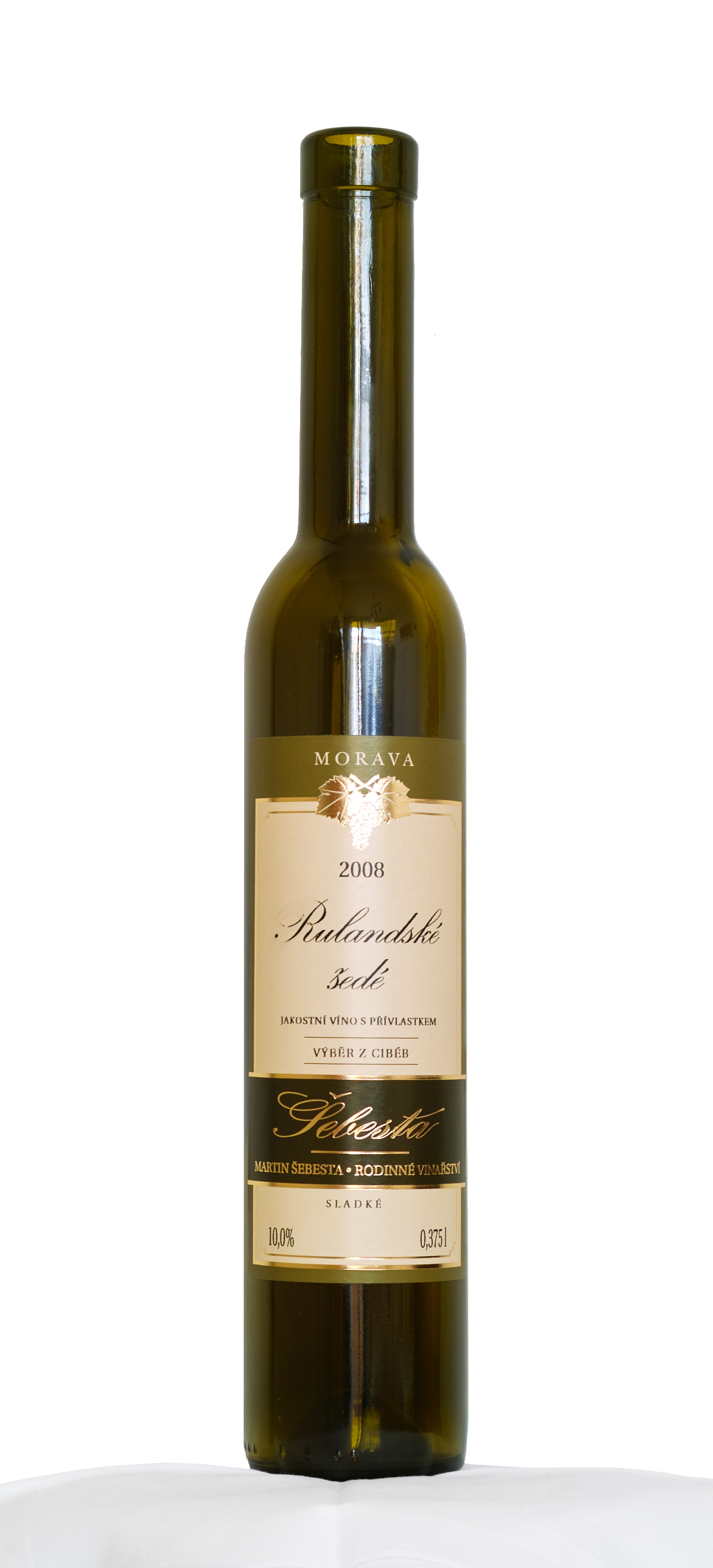
Десертное вино Пино-гри из Моравии

Белые вина и их доля в производстве по состоянию на начало 2022 года:
- Rulandské šedé — 10,97 %
- Veltlínské zelené — 9,72 %
- Chardonnay — 9,55 %
- Sauvignon — 9,20 %
- Ryzlink rýnský — 9,09 %
- Ryzlink vlašský — 7,78 %
- Tramín červený — 7,72 %
- Palava — 7,33 %
- Müller-Thurgau — 6,94 %
- Rulandské bílé — 6,66 %
- Hibernal — 3,74 %
- Muškát moravský — 2,83 %
- Sylvánské zelené — 1,71 %
- Neuburské — 1,00 %
- Solaris — 0,52 %
- Kerner — 0,47 %
- Irsai Oliver — 0,38 %
- Aurelius — 0,25 %
- Veltlínské červené rané — 0,23 %
- Souvignier Gris — 0,14 %
- Děvín — 0,14 %
- Johanniter — 0,13 %
- Savilon — 0,12 %
- Прочие белые сорта — 3,38 %

Красные вина и их доля в производстве по состоянию на начало 2022 года:
- Frankovka — 18,63 %
- Rulandské modré — 18,62 %
- Zweigeltrebe — 16,88 %
- Modrý Portugal — 10,71 %
- Svatovavřinecké — 9,29 %
- Cabernet Sauvignon — 5,68 %
- Merlot — 5,55 %
- Dornfelder — 2,71 %
- Cabernet Moravia — 2,24 %
- André — 2,22 %
- Alibernet — 0,44 %
- Cabernet Cortis — 0,43 %
- Neronet — 0,31 %
- Прочие чёрные сорта — 6,29 %